# Waterfall (песня Софо Геловани и Нодико Татишвили)
«Waterfall» (Водопад) — песня в исполнении Софо Геловани и Нодико Татишвили, с которой они представили Грузию на конкурсе песни «Евровидение 2013», который прошёл в Мальмё, Швеция. Песню сочинил шведский продюсер Томас Г:сон (настоящее имя — Томас Густафссон), он же является автором песни «Euphoria».